# James Willcox
James Willcox, né en 1981, est un nageur sud-africain.

## Carrière
Aux Jeux africains de 1999 à Johannesbourg, James Willcox est médaillé d'or du relais 4 x 200 mètres nage libre ainsi que médaillé d'argent du 400 mètres nage libre,.